# Формоз Менді (футболіст, 2001)
Формо́з Менді́ (фр. Formose Mendy, нар. 2 січня 2001, Дакар) — сенегальський футболіст, захисник французького клубу «Лор'ян».
Виступав, зокрема, за клуби «Дару Салам» та «Брюгге» (U-23), а також національну збірну Сенегалу.

## Клубна кар'єра
Народився 2 січня 2001 року в місті Дакар. Вихованець футбольної школи клубу «Порту».
У дорослому футболі дебютував виступами за команду «Дару Салам». 
Своєю грою за цю команду привернув увагу представників тренерського штабу клубу «Брюгге (U-23)», до складу якого приєднався 2020 року, де відіграв за наступний сезон своєї ігрової кар'єри.
До складу клубу «Ам'єн» приєднався 2021 року. Станом на 14 листопада 2022 року відіграв за команду з Ам'єна 45 матчів в національному чемпіонаті.

## Виступи за збірні
2019 року залучався до складу молодіжної збірної Сенегалу. На молодіжному рівні зіграв у 6 офіційних матчах.
2022 року дебютував в офіційних матчах у складі національної збірної Сенегалу.
У складі збірної був учасником чемпіонату світу 2022 року у Катарі.
| Дата      | Місто            | Господарі | Результат | Гості   | Турнір                                  | Голи | Примітки |
| --------- | ---------------- | --------- | --------- | ------- | --------------------------------------- | ---- | -------- |
| 24-9-2022 | Орлеан           | Сенегал   | 2 – 0     | Болівія | товариський матч                        | -    | 85'      |
| 27-9-2022 | Марія Енцерсдорф | Сенегал   | 1 – 1     | Іран    | товариський матч                        | -    |          |
| 28-3-2023 | Мапуту           | Мозамбік  | 0 – 1     | Сенегал | Відбір до Кубка африканських націй 2023 | -    | 66'      |
| 17-6-2023 | Котону           | Бенін     | 1 – 1     | Сенегал | Відбір до Кубка африканських націй 2023 | -    |          |
| Усього    |                  | Матчів    | 4         |         | Голів                                   | 0    |          |